# يان كالوم
يان كالوم (بالإنجليزية: Ian Callum)‏ هو مصمم سيارات ومهندس بريطاني، ولد في 30 يوليو 1955 في دامفريس ‏ في المملكة المتحدة.

## وصلات خارجية
- الموقع الرسمي